# 히나타 유라
히나타 유라(日向 裕羅, 8월 1일 ~ )는 일본의 성우이다. 본명은 니시무라 히나(西村 ひな)이다. 주로 게임분야에서 활동하고 있다.

## 출연작

### TV 애니메이션
2005년
- SHUFFLE! (카레하)

2006년
- 해피니스! (타카미네 코유키)

2007년
- SHUFFLE! Memories (카레하)

### OVA
2000년
- 트라이앵글 하트 2 봄 (니무라 치카)
- 트라이앵글 하트 2 여름 (니무라 치카)

2001년
- 트라이앵글 하트 2 가을 (니무라 치카, 칸자키 나미)

2002년
- 트라이앵글 하트 2 겨울 (니무라 치카)

2003년
- 스이카 (마사키 아카네)
- 트라이앵글 하트 3~Sweet Song Foever~ (칸자키 나미)

### 게임
1998년
- 트라이앵글 하트 (센도 히토미)

1999년
- 트라이앵글 하트2 사자나미 여자 기숙사 (니무라 치카)

2000년
- 트라이앵글 하트3 ~Sweet Song Forever~ (칸자키 나미)

2001년
- 스이카 (柾木茜)
- Pia캐럿에 어서 오세요!!3 (키미시마 나나)
- 나선회랑2 (테라시마 미나미)
- 아르키메데스의 잊어버린 물건 (시라카와 코토리)

2002년
- 바이너리 포트 (스와 나츠코)
- Milky wayういず보이스 (미카게 사쿠야)
- D.C 다카포 (시라카와 코토리)
- Milky way2 (미카게 사쿠야)
- D.C. White Season ~다카포 화이트 시즌~ (시라카와 코토리)

2003년
- CANDY TOYS (미사구치 카나타)
- 나뭇잎 사이로 비치는 햇살에 흔들리는 영혼의 목소리 (스이)
- 스쿨미즈 ~페치☆가 될거야!~(시마노 마호)

2004년
- SHUFFLE! (카레하)
- D.C.P.C. ~다카포~ 플러스 커뮤니케이션 (시라카와 코토리)
- D.C. Summer Vacation ~다카포 섬머 베케이션~ (시라카와 코토리)

2005년
- Milky way3  (미카게 사쿠야)
- 해피니스!(PC 소프트) (타카미네 코유키)
- SHUFFLE! on the Stage (카레하)

2006년
- 춘애*소녀~소녀의 정원에서 인사드립니다.~ (키류 소냐)
- 해피니스 리럭스! (타카미네 코유키)
- ACDC RumblingAngel (시라카와 코토리)
- Really? Really! (카레하)

2007년
- 해피니스! 디럭스(해피니스!의 PS2 이식판) (타카미네 코유키)
- CircusLand I (시라카와 코토리, 시마노 마호)

2008년
- 하레하레하렘 (노노무라 카스미)
- D.C. ~다카포~ the Origin (시라카와 코토리)
- D.C.P.K. ~ 다 카포 카~ (시라카와 코토리)
- D.C. After Seasons ~다카포~ 애프터 시즌즈 (시라카와 코토리)
- 리아리아DS (카레하)

2009년
- SHUFFLE! Essence+ (카레하)
- 77(세븐즈)~And, two stars meet again~ - 츠네하 미키